# 荏田城
荏田城（えだじょう）は、神奈川県横浜市青葉区荏田町（武蔵国都筑郡荏田郷）にあった日本の城。城の東を古鎌倉街道が通り、南を矢倉沢往還（大山道）が通る。現在は立入禁止になっている。

## 歴史・沿革

### 平安時代
源義経に仕えた江田（荏田）源三広基（弘基）の居城であったとの伝承がある。麓の小黒谷の地名は、源三が義経から賜った名馬「小黒」をつないだ厩があったことにちなみ、源三が城から放った矢が落ちた場所に矢谷、矢羽根の名が付けられたとも伝えられる。しかし源三は信濃国英多郷の出身であり、この地とは関係がない。また、武蔵七党の一つである綴党（つづきとう）の荏田氏を築城主とする説もある。

### 室町時代
1343年（康永2年）の山内首藤通綱・通範の寄進状に「武蔵国荏田郷内堀内赤田之田畠」と記されており、「堀内」とあることから、この時点では既に城があったと考えられている。
戦国時代には後北条氏の城の一つであり、茅ヶ崎城や榎下城とともに小机城の支城であったが、1590年（天正18年）の後北条氏の滅亡とともに廃城となったと考えられている。

## 構造
早渕川支流の布川とその支流の赤田川に挟まれた比高20メートルほどの舌状台地の北東端を利用して築かれた、全長約160メートル幅約70メートルほどの小規模の城郭である。主郭と西郭からなる連郭式の縄張りであり、2つの郭はそれぞれ空堀で囲まれて土橋でつながる。

### 遺構
東名高速道路の建設によって西側の斜面が削られたが、大半は民有地で竹林となっており遺構の保存状態は比較的良い。
郭を囲む空堀や土塁と、郭をつなぐ幅2.6メートルの土橋が残されている。日本城郭大系には本郭には幅2メートル高さ1メートル前後の低い土塁が有るとされるが、現在は土盛り程度で不明瞭である、西郭には高さ1.5～3メートルの土塁が残る。堀は逆台形で上幅は9～10メートル、深さは2.5～3.5メートルである。堀外の土塁は低く、土塁の下には狭い帯郭がある。現在は本郭への土橋と堀の一部が多少不明瞭になってきている。

## 周辺
城の北東にある観福寺近くの山は「新編武蔵風土記稿」に敵見塚として書かれ、鎌倉街道を両側から押さえる支砦と考えられている。
城の東にあった荏田宿には、1861年（文久元年）に造立された中宿常夜燈が残されている。
名馬「小黒」にちなむという伝説のある小黒谷の地名は、現在もバス停の名前「小黒谷戸」に残されている。
荏田源三が城から放った矢が落ちたという矢羽根には矢羽根不動堂がある。

## 交通アクセス
- 鉄道
  - 東急田園都市線 江田駅下車
- 地主の意向により全面的に柵が設地されて、現在城跡内には立ち入り出来ない。